# Otołczyce
Otołczyce (biał. Атолчыцы, Atołczycy; ros. Отолчицы, Otołczicy) – wieś na Białorusi, w obwodzie brzeskim, w rejonie janowskim, w sielsowiecie Mołodów.

## Nazwa
Zapis nazwy miejscowości podlegał wahaniom – występowały formy Otołczyce, Otowczyce oraz Otolczyce. W źródłach z okresu II Rzeczypospolitej spotykana była także pod nazwą Ołowczyce.

## Historia
W Rzeczypospolitej Obojga Narodów leżały w województwie brzeskolitewskim, w powiecie pińskim. Utracone w wyniku II rozbioru Polski.
W XIX i w początkach XX w. wieś i folwark położone w Rosji, w guberni mińskiej, w powiecie pińskim, w gminie Porzecze. Folwark był własnością Strawińskich, następnie wskutek eksdywizji podzielony pomiędzy Chrucką, Imienińską i Serdakowskiego. Od 1867 siedziba parafii prawosławnej.
W dwudziestoleciu międzywojennym Otołczyce leżały w Polsce, w województwie poleskim, w powiecie pińskim, w gminie Porzecze. W 1921 wieś liczyła 224 mieszkańców, zamieszkałych w 42 budynkach, w tym 218 Białorusinów i 6 Polaków. 195 mieszkańców było wyznania prawosławnego, 17 mojżeszowego i 12 rzymskokatolickiego. Folwark liczył 18 mieszkańców, zamieszkałych w 3 budynkach. Wszyscy oni byli Polakami. 10 mieszkańców było wyznania rzymskokatolickiego i 8 prawosławnego.
Po II wojnie światowej w granicach Związku Radzieckiego. Od 1991 w niepodległej Białorusi.

## Parafia
W XVII w. erygowano tu parafię rzymskokatolicką pw. Matki Bożej Różańcowej. W XIX w. posiadała ona kaplicę filialną w Wielemiczach. W wyniku represji po powstaniu styczniowym kościół został przejęty przez Cerkiew prawosławną. Zwrócony w 1923. W II Rzeczypospolitej parafia należała do dekanatu pińskiego diecezji pińskiej. Zanikła po 1945.